# Aleksandr Mamut
Aleksandr Leonidovitj Mamut (ryska: Александр Леонидович Мамут), född 29 januari 1960 i Moskva, är en rysk affärsman och entreprenör.
Mamut avlade juristexamen vid Moskvauniversitetet. Han har sina affärsverksamheter inom branscherna för bank, bokhandel, byggindustri, finans, försäkringar, gruvdrift och media. Mamut har nära kopplingar till Kreml och Rysslands president Vladimir Putin samt oligarken Roman Abramovitj. Den amerikanska ekonomitidskriften Forbes rankar honom som världens 983:e rikaste med en förmögenhet på $2,3 miljarder för den 27 oktober 2018.
Han gav politiska donationer till Rysslands dåvarande president Boris Jeltsin när Jeltsin blev omvald 1996. Han var också ekonomisk rådgivare till Rysslands presidentadministrations högste chef Aleksandr Volosjin mellan 1998 och 1999.
Mamut ägde tidigare superyachten Kibo. 2018 blev den köpt av den brittiske företagsledaren John Reece och fick ett nytt namn i Grace.